# Shakhbut bin Dhiyab Al Nahyan
Shakhbut bin Dhiyab Al Nahyan (in arabo شخبوط بن ذياب بن عيسى آل نهيان‎?; Oasi di Liwa, ... – ...; fl. XVIII-XIX secolo), è stato emiro di Abu Dhabi dal 1793 al 1816.

## Biografia
Suo padre Dhiyab nel 1761 organizzò una battuta di caccia alla gazzella dall'oasi di Liwa fino a una sorgente salmastra sull'isola dove oggi sorge Abu Dhabi. Poco dopo, nel 1793, ordinò a Shakbut di trasferirsi sull'isola. Egli lo fece e costruì un villaggio e un forte vicino a una sorgente d'acqua dolce. Il forte, Qasr Al Hosn, divenne il Palazzo degli sceicchi. Ospitò il Centro per la documentazione e la ricerca per diversi anni e oggi è un museo. Con il regno di Shakhbut, Abu Dhabi si espanse fino a contare circa 400 case.

## Successori
Shakhbut ebbe una notevole quantità di figli e fu deposto da uno di essi. Gli succedette Muhammad (che regnò dal 1816 al 1818), Tahnun (che regnò dal 1818 al 1833) e Khalifa (che regnò dal 1833 al 1845). Durante i loro regni partecipò comunque alle attività di governo. Hilal e Yafoor sono identificati come suoi figli nel memorandum sulle tribù delle coste arabe del golfo Persico stilato nel 1845 del tenente A.B. Kembal, assistente residente a Bushehr.